# Antagonist dopaminskog receptora
Dopaminski antagonist je lek koji blokira dopaminske receptore putem receptorskog antagonizma. Poznato je pet tipova  dopaminskih receptora u ljudskom telu. Oni su locirani u mozgu, perifernom nervnom sistemu, krvnim sudovima, gastrointestinalnom traktu i bubrezima.

## Spoljašnje veze
- Dopamine+antagonists на 